# 3237 Victorplatt
A 3237 Victorplatt (ideiglenes jelöléssel 1984 SA5) a Naprendszer kisbolygóövében található aszteroida. J. Platt fedezte fel 1984. szeptember 25-én.